# Harry van der Laan
Harry van der Laan (Gouda, 24 febbraio 1964) è un ex calciatore olandese, di ruolo centravanti.

## Carriera
È stato uno dei cannonieri più prolifici della storia della Eerste Divisie, la seconda divisione olandese, con oltre 150 reti all'attivo, e due successi consecutivi nella classifica marcatori (nel 1997-1998 con il Cambuur e nel 1998-1999 con il Den Bosch).
Ha inoltre disputato 4 campionati di Eredivisie, la massima serie olandese, con 50 reti in 112 incontri disputati, e con la maglia del Feyenoord si è aggiudicato la KNVB beker nel 1991.
A fine carriera nel 2001 si è trasferito in Italia militando brevemente nelle file della Viterbese militante in Serie C1, senza però mai essere schierato in gare di campionato.

## Palmarès

### Club

#### Competizioni nazionali
- Coppa dei Paesi Bassi: 1

Feyenoord: 1990-1991
- Eerste Divisie: 1

Den Bosch: 1998-1999

### Individuale
- Capocannoniere della Eerste Divisie: 1

1998-1999 (30 reti)